# Ярмул, Ядвига
Ядвига Ярмул-Мрочек (пол. Jadwiga Jarmuł-Mroczek; 4 октября 1948, Щебжешин, Польская Народная Республика — 4 мая 2010, Люблин, Польша) — польская театральная актриса.

## Биография
Ядвига Ярмул-Мрочек родилась в Щебжешине 4 октября 1948 года. После окончания Национальной театральной школы имени Александра Зельверовича в Варшаве в 1972 году, поступила в труппу театра имени Юлиуша Остервы. В 1976 году перешла в труппу театра имени Стефана Жеромского в Кельце, и в том же году перешла в театр в Люблине, где служила до 1998 года.
Она играла очень разные характерные роли. Среди её художественных достижений были десятки ролей, но зрители особенно ценили игру актрисы в комедиях. Во время Международного театрального фестиваля «Белая вежа», который проходил в 1999 году в Бресте, Ядвига Ярмул-Мрочек получила главную премию в номинации «Лучшая женская роль» за роль в пьесе Эжена Ионеско «Старые стулья». В 2006 году читатели «Люблинского курьера» во время голосования «Люблянка года», назвали её в числе десятки финалисток. В том же году она получила Премию культуры провинции Люблин. Ядвига Ярмул-Мрочек умерла в Люблине 5 мая 2010 года после долгой и тяжелой болезни. Она похоронена на кладбище на Липовой улице в Люблине.